# Zlo
Zlo je pojem, katerega najdemo že v najstarejših književnostih Sumerije in Egipta. Opisuje ga že Ep o Gilgamešu. Problem obstoja zla so opisovali tudi antični pisci, filozofi kot so Aristotel, Platon, Epikur, Sextus Empiricus, Epiktet, starokrščanski pisatelj Lactantius, Aurelius Augustinus, Benedict de Spinoza in številni filozofi. Vse tri velike svetovne monoteistične religije, krščanstvo, judovstvo in islam, poznajo pojem zla v večni borbi z dobrim. Zlo predstavljajo vedno demoni, proti njim se borijo za zmago dobrega angeli. Filozofsko je pojem zla prvi znanstveno obdelal G. W. Leibniz leta 1710.